# بنین در المپیک
بنین به هر بازی‌های المپیک تابستانی که از سال ۱۹۸۰ برگزار شده است، ورزشکار ارسال کرده است. تحت نام قبلی خود داهومی، این کشور همچنین در ۱۹۷۲ شرکت کرده است. با وجود حضور در دوازده دورهٔ المپیک، بنین هرگز موفق به کسب مدال المپیک نشده است. هیچ ورزشکاری از بنین در بازی‌های المپیک زمستانی شرکت نکرده است.

## تاریخچه
این کشور برای اولین بار در بازی‌های المپیک تابستانی ۱۹۷۲ در مونیخ تحت نام داهومی شرکت کرد. پس از تغییر نام به بنین در سال ۱۹۷۵، این کشور برای اولین بار تحت نام جدید خود در مسکو در ۱۹۸۰ شرکت کرد و از آن زمان به‌طور منظم ورزشکاران خود را به المپیک ارسال کرده است.

## جدول مدال‌ها

### مدال‌ها بر اساس بازی‌های تابستانی
| بازی‌ها | ورزشکاران    | طلا      | نقره     | برنز     | مجموع    | رتبه     |
| ۱۹۷۲   | ۳            | ۰        | ۰        | ۰        | ۰        | –        |
| ۱۹۷۶   | عدم شرکت     | عدم شرکت | عدم شرکت | عدم شرکت | عدم شرکت | عدم شرکت |
| ۱۹۸۰   | ۱۸           | ۰        | ۰        | ۰        | ۰        | –        |
| ۱۹۸۴   | ۳            | ۰        | ۰        | ۰        | ۰        | –        |
| ۱۹۸۸   | ۷            | ۰        | ۰        | ۰        | ۰        | –        |
| ۱۹۹۲   | ۶            | ۰        | ۰        | ۰        | ۰        | –        |
| ۱۹۹۶   | ۵            | ۰        | ۰        | ۰        | ۰        | –        |
| ۲۰۰۰   | ۴            | ۰        | ۰        | ۰        | ۰        | –        |
| ۲۰۰۴   | ۴            | ۰        | ۰        | ۰        | ۰        | –        |
| ۲۰۰۸   | ۵            | ۰        | ۰        | ۰        | ۰        | –        |
| ۲۰۱۲   | ۵            | ۰        | ۰        | ۰        | ۰        | –        |
| ۲۰۱۶   | ۶            | ۰        | ۰        | ۰        | ۰        | –        |
| ۲۰۲۰   | ۷            | ۰        | ۰        | ۰        | ۰        | –        |
| ۲۰۲۴   | ۵            | ۰        | ۰        | ۰        | ۰        | –        |
| ۲۰۲۸   | رویداد آینده |          |          |          |          |          |
| ۲۰۳۲   | رویداد آینده |          |          |          |          |          |
| مجموع  | مجموع        | ۰        | ۰        | ۰        | ۰        | –        |